# Dodia
Dodia là một chi bướm đêm thuộc phân họ Arctiinae, họ Erebidae, được tìm thấy ở hệ sinh thái đài nguyên và taiga cận bắc cực. Chúng thuộc về tông Callimorphini của phân họ Arctiinae.

## Các loài
Từ lâu chỉ có 2 loài, nhiều loài khác đã được phát hiện và bổ sung từ thập niên 1980:
- Dodia albertae
- Dodia diaphana (Eversmann, 1848)
- Dodia kononenkoi Tshistjakov & Lafontaine, 1984
- Dodia maja Rekelj & Česanek, 2009
- Dodia sazonovi Dubatolov, 1990
- Dodia verticalis Lafontaine & Troubridge, 2000[cần kiểm chứng]
- Dodia tarandus
- Dodia transbaikalensis Tshistjakov, 1988 (đôi khi D. kononenkoi)

## Cưới chú
1. ↑  Rekelj & Česanek (2009), và see references in Haaramo (2010)
2. ↑  Pitkin & Jenkins (2004), Rekelj & Česanek (2009), và see references in Haaramo (2010)